# Деланы (Верхняя Лужица)

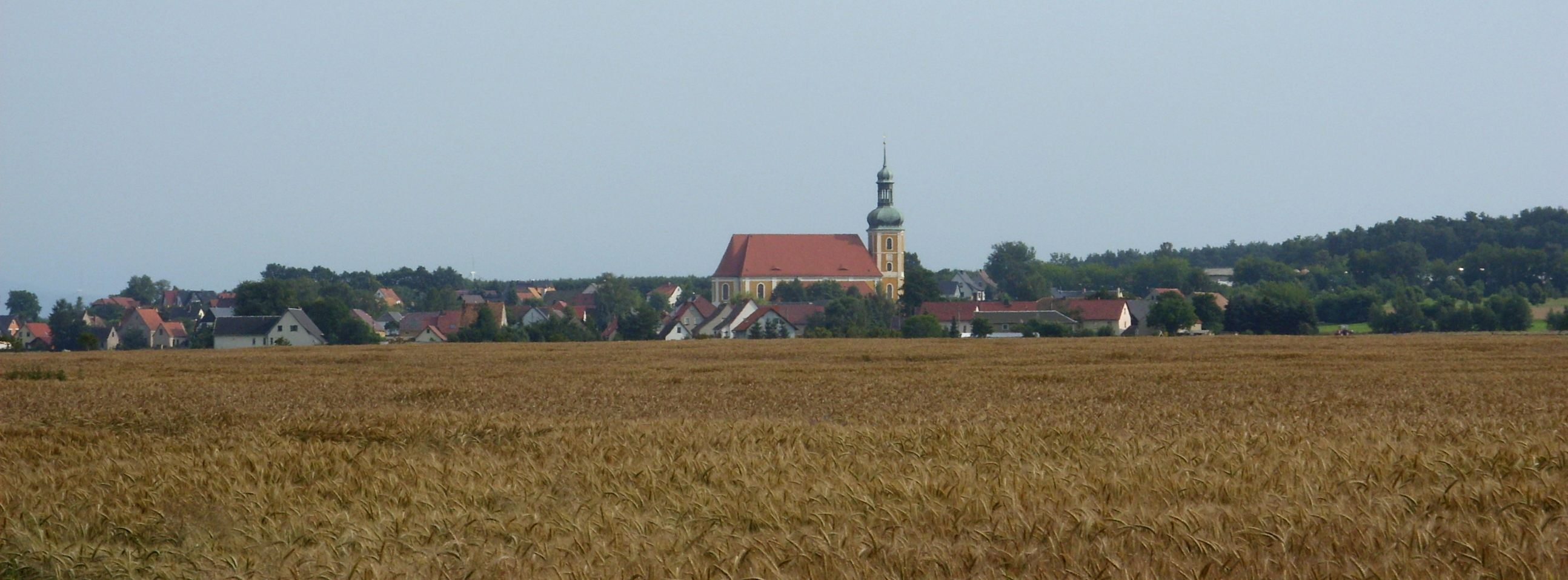
Розенталь с его паломнической церковью

Де́ланы (в.-луж. Delany) — это обычное название низменной деревни, большей части бывшего поместья женского аббатства Мариенштерн в Паншвиц-Кукау в Лужице. Этот регион находился в центре графства Баутцен, вдоль реки Клостервассер (славянское наименование — Кло́штерска-Во́да в.-луж. Klóšterskа wodа) в Верхней Лужице. Он расположен между деревнями Реккельвиц (Ворклецы) на юге и Виттихенау (Кулов) на севере и является частью современного региона распространения верхнелужицкого языка.
В отличие от региона Горяны (Оберланд) вокруг Кроствица и Паншвица, Деланы (Нидерланд) имеет более песчаные, менее плодородные почвы и большую долю лесов.
Другие деревни в Нидерланде — Ральбиц, Розенталь, Шёнау и Золльшвиц. С 16 по 19 век все вышеупомянутые деревни входили в состав аббатства Мариенштерн и, таким образом, до сих пор являются римско-католическими.